# Жёлтохвостая лакедра
Жёлтохвостая лакедра, или желтохвост, или японская лакедра (лат. Seriola quinqueradiata), — вид морских лучепёрых рыб семейства ставридовых (Carangidae). Относится к стайным пелагическим рыбам. Распространена в открытых и прибрежных водах центрально-западной части Тихого океана. Достигает в длину 1,5 м и массы 40 кг.

## Описание
Тело вытянутое, торпедообразной формы, слегка сжатое с боков, покрыто мелкой чешуёй. В боковой линии 200 чешуй. Щитки вдоль боковой линии отсутствуют. По бокам хвостового стебля имеется по одному кожистому килю. Голова конической формы, немного заострённая. В первом спинном плавнике 5—6 коротких колючих лучей, соединённых перепонкой. Перед этим плавником расположена направленная вперёд колючка. Во втором спинном плавнике 29—36 мягких лучей. В длинном анальном плавнике 3 жёстких луча и 17—22 мягких лучей. Два первых колючих луча у взрослых рыб зарастают кожей. Окраска тела серебристо-голубая, спина несколько темнее. Все плавники желтоватые. От рыла через глаз до хвостового стебля проходит неширокая жёлтая полоса.
Во время северных миграций желтохвост часто сопровождает косяки сардины, скумбрии и анчоуса, на которых активно охотится. Осенью, с наступлением холодов, они откочёвывают на юг, к местам зимовки. Нерестится летом, нерест порционный. Икра и личинки пелагические. Растёт очень быстро. Крупные особи — хищники, питающиеся рыбой. Молодь питается мелкой рыбой и планктоном.

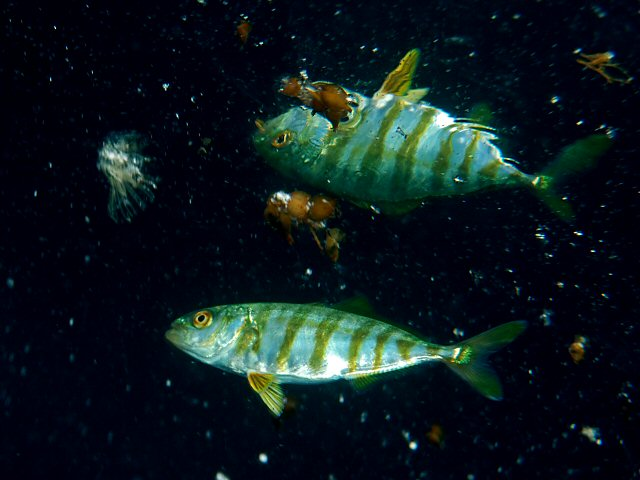
Молодь желтохвоста

## Распространение
Желтохвост распространён в западной части Тихого океана, в прибрежных водах от Тайваня, Японии и Кореи до Приморья, Сахалина и южных Курил.

## Значение

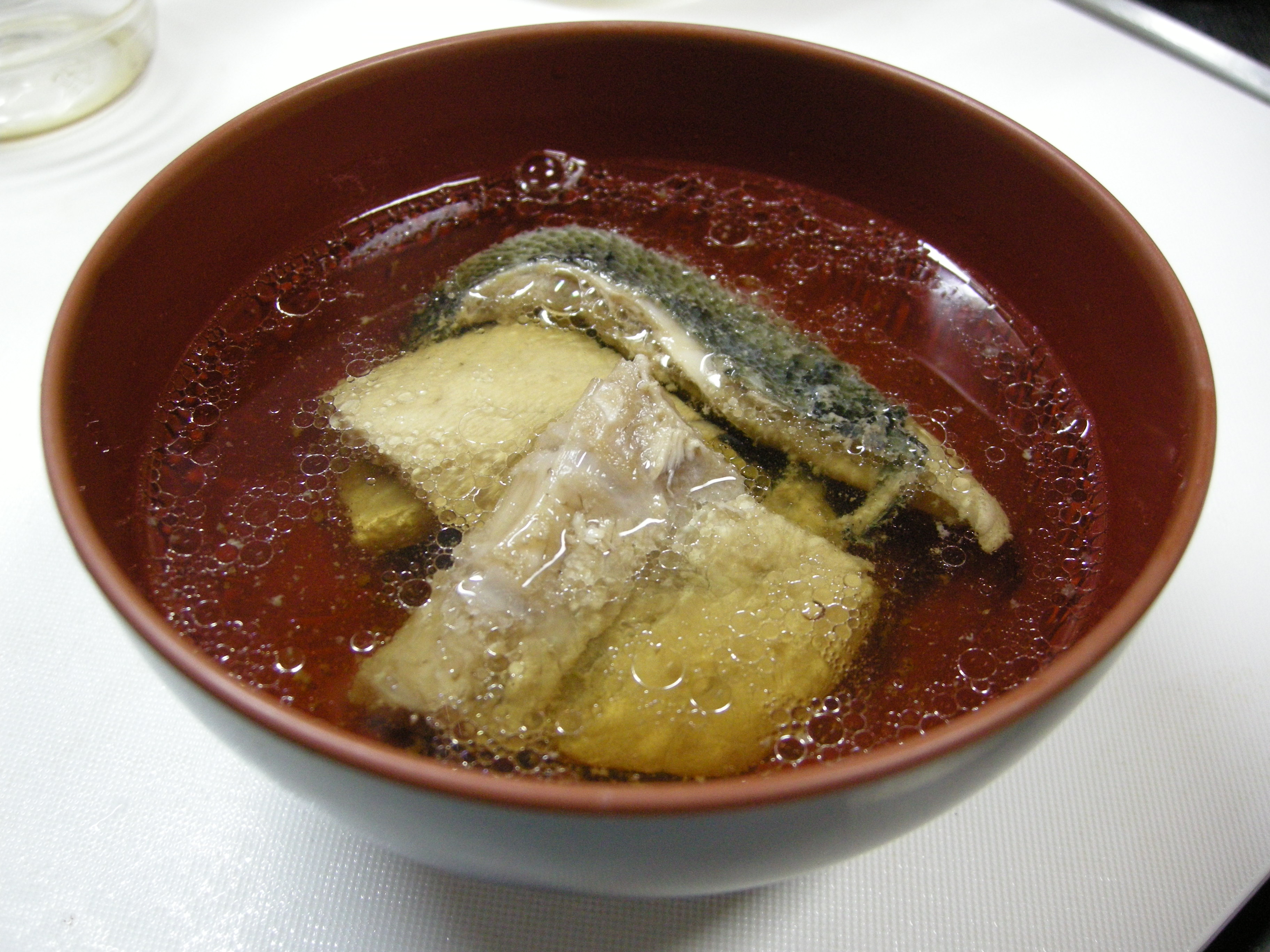
Суп с желтохвостом

Желтохвост — ценная промысловая рыба. В Японии она является объектом аквакультуры, искусственного выращивания в садках.
Ценится в японской кухне, где именуется хамати или бури (яп. 鰤). Мясо желтохвоста считается одним из деликатесных продуктов для сашими и суши. Используют также для приготовления консервов.
Желтохвост часто продаётся под названием «тунец», что является ошибкой или фальсификацией.

## В культуре
Желтохвост — один из персонажей популярного мультсериала «Вселенная Стивена».